# Vehvaa
Vehvaa eller Vehvasjärvi är en sjö i Finland. Den ligger i kommunen Pieksämäki i landskapet Södra Savolax, i den södra delen av landet, 250 km nordost om huvudstaden Helsingfors. Vehvaa ligger 106,9 meter över havet. Den ligger vid sjön Niskajärvi. I omgivningarna runt Vehvaa växer i huvudsak blandskog. Arean är 1,47 kvadratkilometer och strandlinjen är 10,24 kilometer lång. Sjön  ingår i Kymmene älvs huvudavrinningsområde. 